# Гоуйав
Гоуйав (англ. Gouyave) — крупнейший город и административный центр округа Сент-Джон. Находится на западном побережье Гренады.

## История
Ранее город назывался Шарлотт-Таун, в честь королевы Великобритании, но позже французы переименовали его в Гоуйав.

## Культура и промышленность

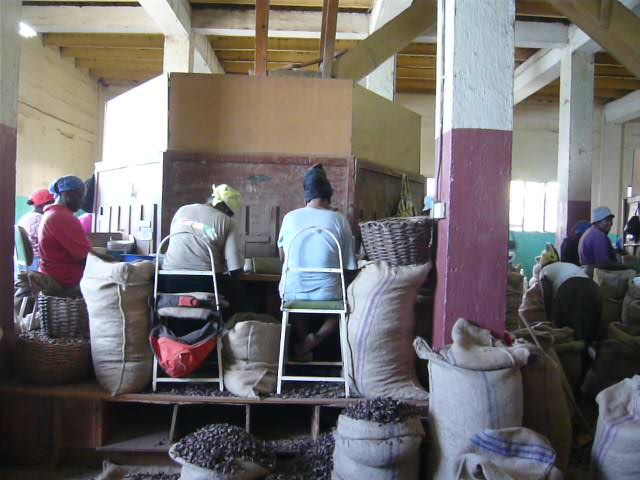
Рабочие на заводе по переработке мускатного ореха в Гоуйаве

Город играл ключевую роль в развитии экономики Гренады на протяжении всей истории. Сельское хозяйство и рыболовство были основой гренадской экономики, а город Гоуйав был не только рыболовным центром страны, но и центром самых плодородных и продуктивных сельскохозяйственных плантаций на острове. Долгое время Гренада была единственным экспортёром Мускатного ореха в Западном полушарии, что стало причиной появления таких прозвищ как «Остров специй» и «Остров пряностей». Также значимую роль играл экспорт гвоздики и корицы. Завод по переработке мускатного ореха и на сегодняшний день является самым большим зданием в небольшом городе, а местные жители называют завод «Мускатным бассейном».
В городе ежегодно проводят «День рождения рыбака» (англ. Fisherman’s Birthday). 29 июня в Гоуйав приезжают сотни рыбаков из разных частей страны, чтобы побывать на соревнованиях по гонкам на лодках, различных развлечениях, попробовать рыбные блюда. Кроме этого, каждую неделю здесь празднуется «Рыбная пятница». На этом еженедельном фестивале представляют широкий выбор рыбных блюд и развлечений. Фестиваль был создан для продвижения развития Гоуйава и всего Сент-Джона, как рыбацкого центра страны.